# Tracie Young

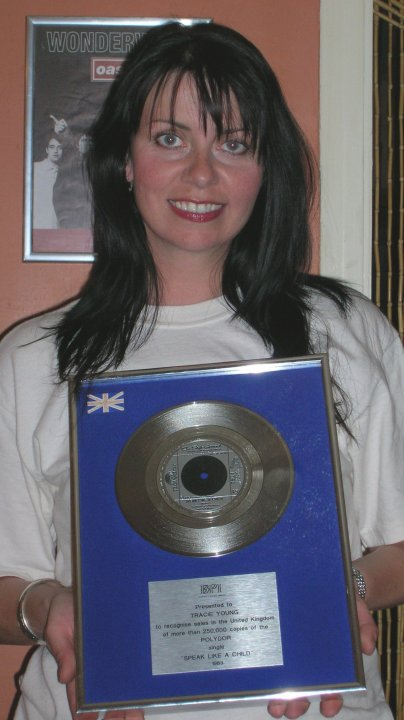
Tracie Young in 2007; haar zilveren exemplaar van Speak Like a Child werd geveild om geld in te zamelen voor een kinderziekenhuis

Tracie Young (kortweg Tracie; 1965, Derby, Verenigd Koninkrijk) is een voormalig zangeres uit de jaren 80; zij was een protegee van Paul Weller, zij het met een eigen identiteit.

## Biografie

### Jaren 80
Young groeide op in Essex en werd in 1982 door Paul Weller ontdekt via een advertentie in het blad Smash Hits  De frontman van de op te heffen band The Jam was op zoek naar een jonge zangeres voor The Questions, een band die hij had gecontracteerd voor zijn platenlabel Respond. Uit de honderden inzendingen werd Young's Phoebe Snow-achtige versie van Betty Wright's Shoorah Shoorah gekozen; tijdens de auditie in Londen zong zij Freda Payne's Band of Gold en de Four Tops Reach Out (I'll Be There). 
Voordat Young haar eigen nummers opnam zong ze mee op zowel de laatste single van The Jam (Beat Surrender; #1) als op de eerste van Weller's soul-jazz-collectief The Style Council (Speak Like a Child; #4). Gedurende 1983 toerde Young met The Style Council als achtergrondzangeres en als onderdeel van een Respond Revue; daarbij promootte ze haar singles The House That Jack Built en Give It Some Emotion. In 1984 kwam haar debuutalbum uit; Far from the Hurting Kind bevatte compositorische bijdragen van The Questions, Elvis Costello en Paul Weller wiens Dr. Love een jaar eerder op plaat was gezet door het trio Bananarama.
In 1985 was Young andermaal als achtergrondzangeres te horen op een nummer van The Style Council; Boy Who Cried Wolf, de Europese opvolger van Walls Come Tumbling Down!. In 1986 verdween de naam Respond en kwam Young rechtstreeks onder contract te staan van Polydor; No Smoke Without Fire, de opvolger van Far from the Hurting Kind, werd in eerste instantie niet uitgebracht. Zelfde verhaal met het laatste album van The Style Council dat in 1989 had moeten verschijnen 

### Jaren 90-nu
Eind jaren 90 werd Young radiopresentatrice en verscheen ze in de identity parade'van de popquiz Never Mind the Buzzcocks. Op 6 juni 2009 gaf ze een eenmalig concert met begeleiding van de rockband Soliss. Daarna volgde een zelfgeproduceerde ep met nieuwe versies van zes oude nummers; It Happened One Night...And Other Songs was slechts in beperkte oplage verkrijgbaar. 
In 2010 verleende Young haar medewerking aan de luxe heruitgave van Far from the Hurting Kind door Cherry Red Records; in 2014 volgde Smoke Without Fire dat 28 jaar op de planken was blijven liggen.